# Левон Куркчян
Левон Куркчян (вірм. Լեւոն Քուրքչեան, перс. لئون کورکچیان, народився 1925 року в Харківській області, Українська СРР) — іранський спортсмен вірменського походження, член іранської збірної з важкої атлетики.

## Спортивні досягнення
- Переможець сьомого чемпіонату Ірану з важкої атлетики 1946/47, Тегеран. Важка вага, у сумі 298 кг.
- Переможець дев'ятого чемпіонату Ірану з важкої атлетики 1948/49, Тегеран. Важка вага, у сумі 312,5 кг.
- Чемпіон Азійських ігор 1951[en].